# 圖爾特曼
圖爾特曼（德語：Turtmann）是瑞士瓦莱州的一个旧市镇，通行德语，位於該國南部，面積6.8平方公里，海拔高度640米，2011年人口997，八成半人口信奉羅馬天主教，人口密度每平方公里147人。

## 外部連結
- Official website （页面存档备份，存于） （德文）